# Nederlandse Kustwacht

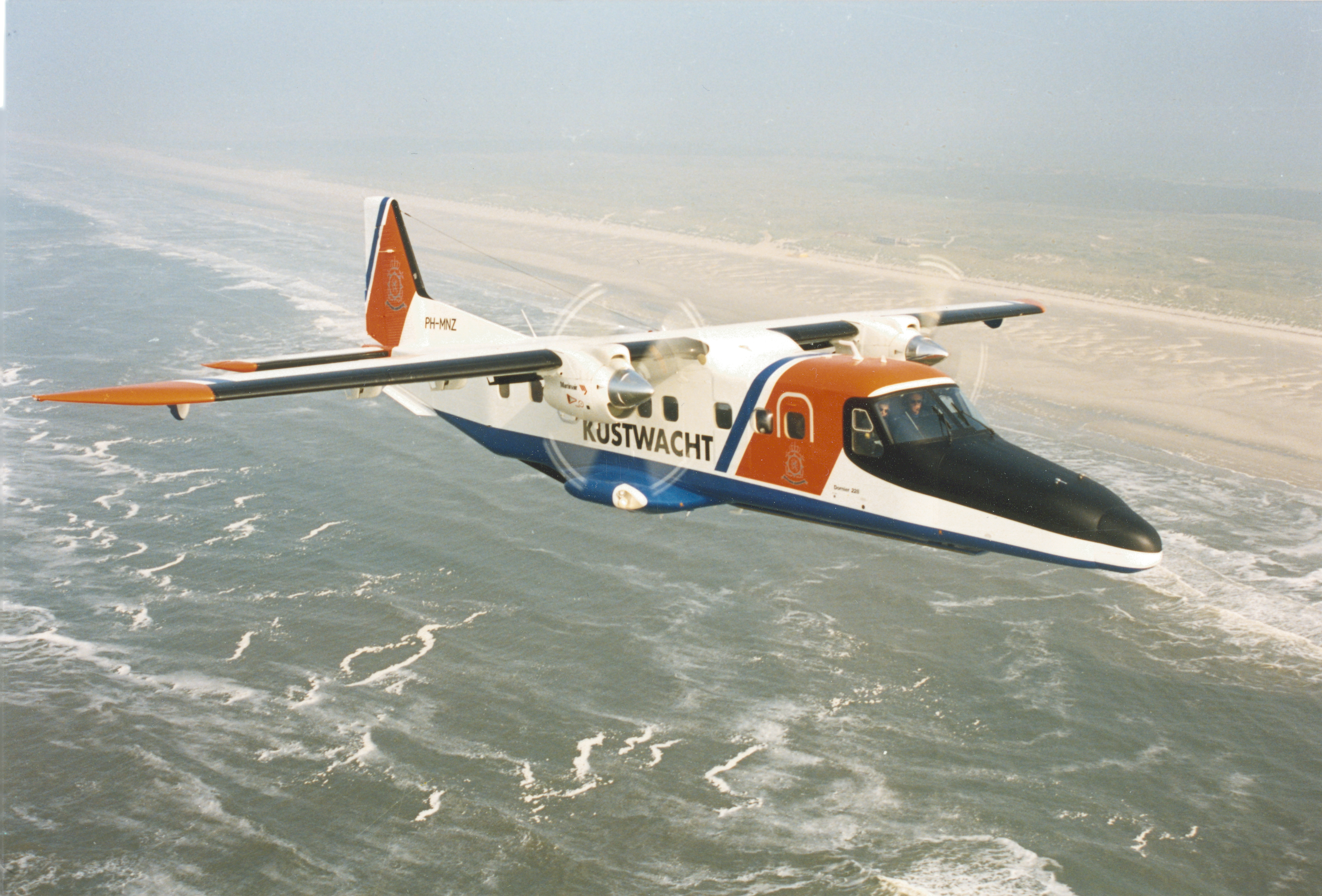
Eine Dornier 228 der KUSTWACHT, 2007

Die Niederländische Küstenwache (niederländisch Nederlandse Kustwacht) ist eine unabhängige zivile königliche Behörde. Ihr obliegt die Sicherung und Kontrolle des Seeverkehrs einschließlich der Strafverfolgung entlang der niederländischen Küstenlinie und im niederländischen Teil der Nordsee. Behördensitz ist Den Helder.

## Ziele
- eine verantwortungsvolle Nutzung der Nordsee
- die Gewährleistung der Sicherheit auf See
- die Einhaltung nationaler und internationaler Gesetze und Pflichten.

## Zuständigkeiten und Zusammenarbeit
Die Küstenwache ist im Auftrag der folgenden sechs Ministerien der Niederlande tätig:
- Ministerium für Infrastruktur und Wasserwirtschaft – zuständig für Straßeninfrastruktur und Wasserstraßen, Schifffahrt (maritime Angelegenheiten) und Luftfahrt.
- Ministerium der Verteidigung mit den Niederländischen Streitkräften
- Ministerium für Sicherheit und Justiz – zuständig für Nationale Polizeidienste, Staatsanwaltschaft und Nationales Krisenzentrum
- Ministerium der Finanzen – zuständig für Steuern und Zoll
- Ministerium für Wirtschaft und Klimapolitik
- Ministerium für Landwirtschaft, Fischerei, Ernährungssicherheit und Natur

Die zuständigen Behörden Rijkswaterstaat, die Seepolizei, die königliche Marine, die königlichen Luftstreitkräfte, der Zoll, die Militärpolizei, die Niederländische Lebensmittel- und Verbraucherschutzbehörde und die Inspektionsstelle für Umwelt und Verkehr stellen der Küstenwache Personal zur Verfügung. Damit wird der direkte Kontakt zwischen den betreffenden Behörden sichergestellt. Für die Schifffahrtskontrolle arbeitet die Küstenwache sehr eng mit den Verkehrszentralen der großen Häfen (Vlissingen, Rotterdam, Scheveningen, Amsterdam und Den Helder) und den bemannten Leuchttürmen von Schiermonnikoog, Terschelling und Ouddorp zusammen.

## Aufgaben
Aufgaben der niederländischen Küstenwache sind zum einen Behördendienstleistungen:
- Überwachung, Abwicklung und Koordinierung des Not- und Dringlichkeitsfunkverkehrs
- Maritime Hilfe, Suche und Rettung (SAR)
- Begrenzung und Bewältigung der Folgen von Katastrophen (national und international)
- Schiffsverkehrsdienste auf offener See (Verkehrsführung und Markierung)
- Seeverkehrsforschung und -umfragen
- Sprengstoffbeseitigung

und zum anderen Strafverfolgungsaufgaben:
- Allgemeine Polizeiaufgaben zur Durchsetzung und Aufrechterhaltung von Recht und Ordnung
- Zollaufsicht mit Überwachung der Einfuhr, Ausfuhr und Durchfuhr von Waren
- Einhaltung der Rechtsvorschriften in Bezug auf Umwelt, Seefischerei, nautischen Verkehr, Schiffsausrüstung und Offshore-Aktivitäten
- Grenzüberwachung und Grenzkontrolle

Funkrufname: NETHERLANDS COASTGUARD
Seit 7. August 2020 ist die Koordinierung und Abwicklung von Seenotfällen neu geregelt. Nur noch bei einem SAR-Notfall wird durch die Küstenwache automatisch die KNRM alarmiert. Bei ungefährlichen Situationen auf See muss der Skipper auf eigene Kosten selbst für Hilfe sorgen und die Küstenwache wird nur vermittelnd tätig.
näheres: SAR-Einsätze Niederlande

## Historie
In der Nacht vom 5. zum 6. Juli 1882 sank das Kanonenboot der niederländischen Marine 'Zr.Ms. Adder' auf einer Position weniger als 5 Meilen vor der Küste von Scheveningen. Von den 65 Mann der Besatzung hat niemand die Katastrophe überlebt. Erst zwei Tage später wurde die Tragödie bekannt als die erste von 43 Leichen an der Küste angeschwemmt wurde. Die Empörung in den Niederlanden war groß, denn aufgrund eines Kommunikationsfehlers wurde das Schiff nicht als vermisst gemeldet. Als Reaktion erschien 1883 ein Bericht mit dem Titel „Het Houden van een uitkijk en het rapporteren van in nod verkerende schepen aan Hoofden Kustwacht“ (Ausschau halten und in Not befindliche Schiffe den Leitern der Küstenwache melden). Im Sommer erfolgte daraufhin die Anweisung an die mit Personal besetzten Leuchttürme, in Seenot geratene Schiffe vor der Küste der Niederlande an die Behörden zu melden.
Mit dem Aufkommen der Radar-Technologie und verbesserten Kommunikationsmitteln konnte nach dem Zweiten Weltkrieg das Gebiet außerhalb der Küste besser überwacht werden. Darüber hinaus interessierte sich die Regierung mehr für die Nordsee, um ihre Interessen wie Fischerei, Öl- und Gasförderung, Sand- und Kiesgewinnung zu schützen. So entstanden mehr als 20 Regierungsorganisationen mit unterschiedlichen Zuständigkeiten für den niederländischen Teil der Nordsee und seiner Küste. Um diese Zersplitterung zu beenden, ordnete das Ministerium für Verkehr und Wasserwirtschaft 1984 eine Untersuchung an mit dem Ziel, wie die Küste der Niederlande effizienter und effektiver bewacht werden könnte. Die Ergebnisse dieses Berichts wurden 1986 veröffentlicht und führten zur offiziellen Einrichtung der niederländischen Küstenwache.

## Gründung
Die Gründung der Nederlandse Kustwacht erfolgte am 26. Februar 1987. Anfangs war die Zentrale der Küstenwache in einem Gebäude der Küstenfunkstelle Scheveningen Radio in IJmuiden untergebracht. Im Jahr 1995 wurde die Küstenwache dem Verteidigungsministerium zugeordnet und daher zog die Zentrale am 23. November 2001 nach Den Helder auf die Basis der Marine.

## JRCC Den Helder
Das Kustwachtcentrum (englisch Coast Guard Center) in Den Helder wird auch als Joint Rescue Coordination Center (JRCC Den Helder) bezeichnet, da es nicht nur die Seerettung (MRCC), sondern auch die Luftrettung (ARCC) koordiniert. Eine 24-h-Wache mit fünf Personen als Front Office sichert die allzeitige Aufnahme aller Notrufe im überwachten Bereich der Nordsee und des Luftraums der Niederlande. Der Funkrufname des JRCC ist DEN HELDER RESCUE. Zur Unterstützung des Front Office dient ein Back Office, dem die verschiedenen Datenbanken der beteiligten Behörden zur Verfügung stehen. Dadurch können alle relevanten Informationen zusammengetragen werden, um bei Vorfällen oder Verstößen alle Belange des Staates abdecken zu können bzw. eine integrierte Lösung zu finden. Für die SAR-Dienste werden die Rettungsboote der Koninklijke Nederlandse Redding Maatschappij (KNRM) alarmiert.
Leiter ist CDR Ronald J. Blok.

## Flotte
Für die bessere Erkennbarkeit aller Einsatzmittel erscheinen die Flugzeuge und Schiffe der verschiedenen Organisationen, mit Ausnahme der Marine bzw. Polizei, in der gleichen Farbgebung. Die Rümpfe der Schiffe sind blau mit einem dünnen schrägen blauen Streifen, gefolgt von einem breiten rot / orangefarbenen Schrägstrich auf weißem Grund. Die Arbeitsschiffe haben die gleichen schrägen Streifen auf einem schwarzen Rumpf mit gelben Aufbauten. Alle Schiffe sind bei der niederländischen Staatsreederei (Rijksrederij) in Rijswijk registriert. Die drei Patrouillenboote wurden auf der Damen Schiffswerft in Gorinchem gebaut. Der Notschlepper gehört der Schlepp- und Bergungsfirma Multraship in Terneuzen und ist über einen Chartervertrag vom niederländische Ministerium für Infrastruktur und Wasserwirtschaft angemietet.
| Name                                         | Typ                        | Liegeplatz             | Baujahr             | Länge   | Bruttoraumzahl | Geschwindigkeit | Foto |
| -------------------------------------------- | -------------------------- | ---------------------- | ------------------- | ------- | -------------- | --------------- | ---- |
| Barend Biesheuvel                            | Patrouillenboot            | Scheveningen           | 2001                | 61,43 m | 345            | 18 kn           |      |
| Visarend                                     | Patrouillenboot            | Den Helder             | 2001                | 42,80 m | 245            | 22,5 kn         |      |
| Zeearend                                     | Patrouillenboot            | Hoek van Holland       | 2002                | 42,80 m | 245            | 22,5 kn         |      |
| Guardian                                     | Notschlepper               | Den Helder             | 2013                | 65,72 m | 2637           | 20 kn           |      |
| Arca                                         | Multifunktionsschiff       | Scheveningen           | 1998                | 83,00 m | 2388           |                 |      |
| Zirfaea                                      | Forschungs- und Messschiff | Scheveningen           | 1993                | 63,00 m | 1261           |                 |      |
| Frans Naerebout Terschelling Rotterdam       | Tonnenleger seegängig      | wechselnde Seehäfen    | 1989 1988 1987      | 44,40 m | 514            | 12 kn           |      |
| Nieuwe Diep Schuitengat Vliestroom Waddenzee | Tonnenleger Binnenmeere    | wechselnde Binnenhäfen | 1999 1990 1988 1994 | 38,20 m | 288            | 12 kn           |      |

Quelle: kustwacht.nl
Die königliche Marine stellt der Küstenwache permanent ein Minensuchboot der Alkmaar-Klasse zur Verfügung, um z. B. die Fischereikontrolle durchzuführen. Erforderlichenfalls kann auch auf weitere Marineeinheiten zurückgegriffen werden. Im Bedarfsfall können die Polizeiboote des nationalen Polizeidienstes zum Einsatz gebracht werden. Für Einsätze aus der Luft stehen zwei Patrouillenflugzeuge und mehrere Hubschrauber, darunter ein Offshore-Rettungshubschrauber, zur Verfügung. Die KNRM bietet auf 45 Stationen ihre 75 Rettungsboote für SAR-Dienste an.
Im SAR-Verantwortungsbereich der Küstenwache liegen auch die ehemaligen Meeresarme in Südholland und Zeeland. Für dieses Gebiet hat die Küstenwache einen Vertrag mit dem privaten Bergung und Schleppdienst Theunisse (BST-Dintelsas B.V.) geschlossen, der ein schnelles Rettungsboot und einen Schlepper zur Verfügung stellt. Damit wird auch im Haringvliet, Hollands Diep, Volkerak und Krammer rund um die Uhr ein SAR-Dienst ermöglicht.

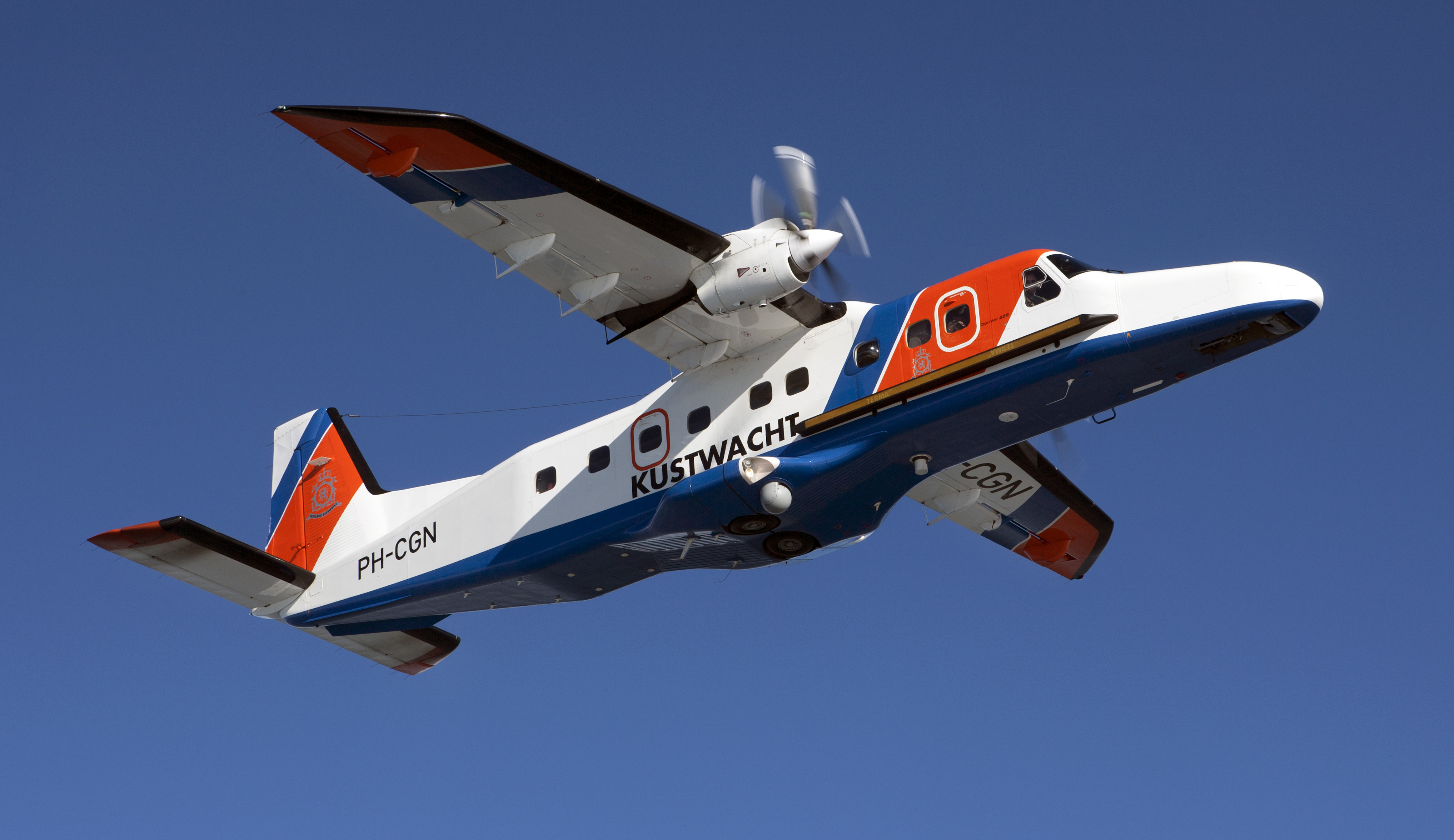
SAR Dornier 228
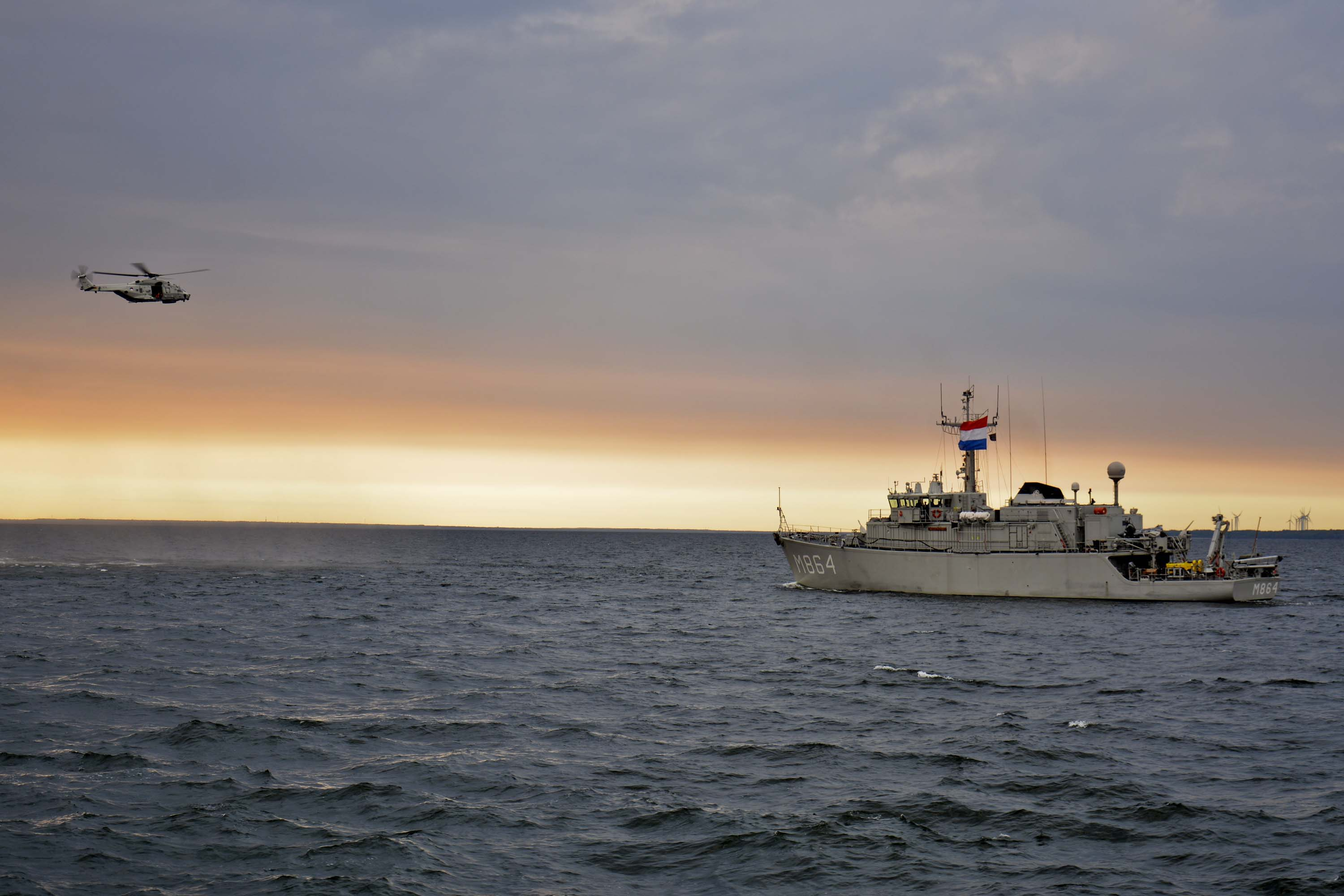
Minensuchboot der Marine
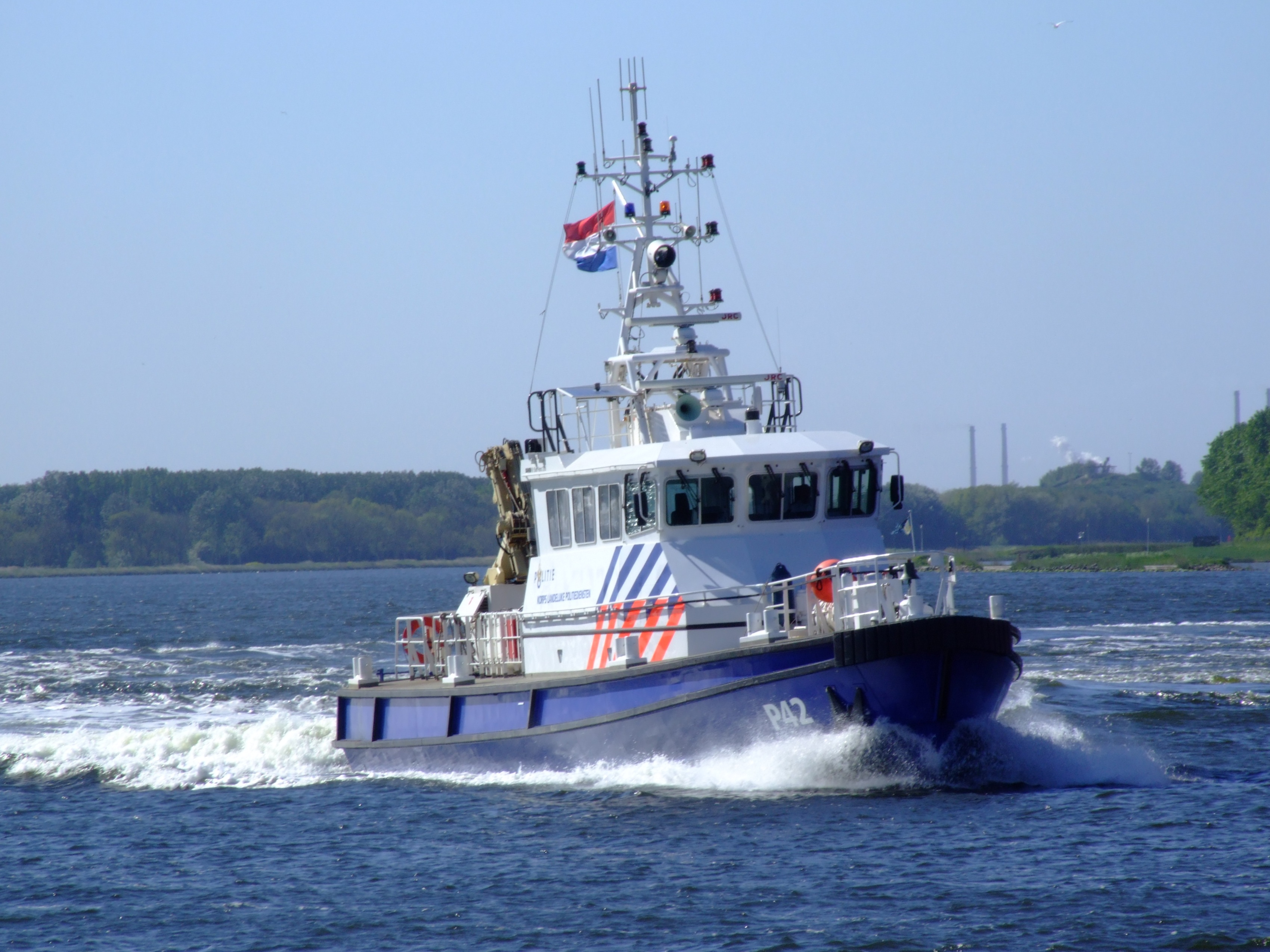
Polizeiboot Niederlande
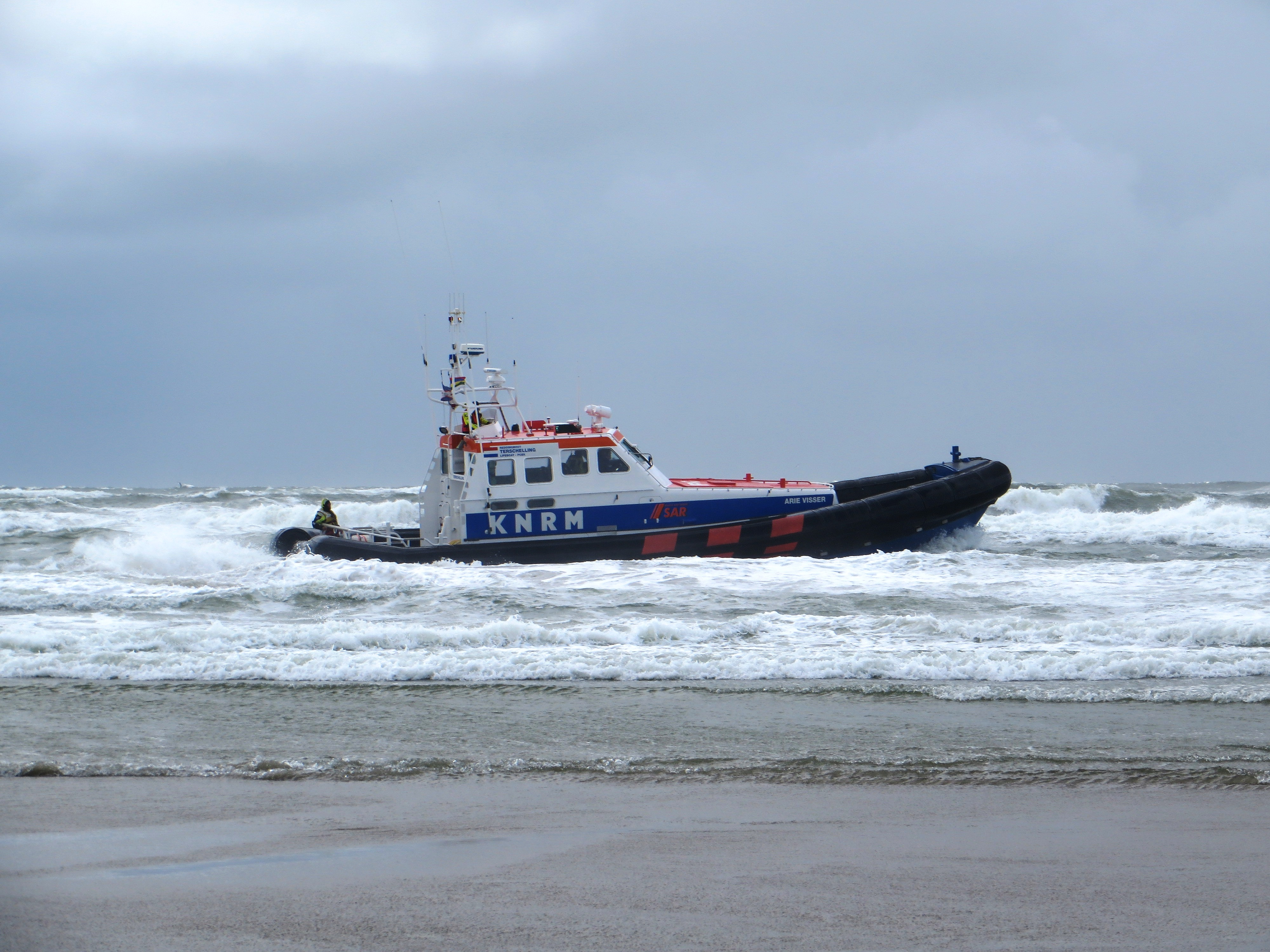
SAR – KNRM-Rettungsboot
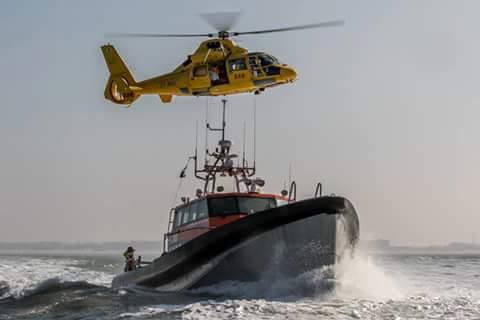
SAR Helikopter mit KNRM
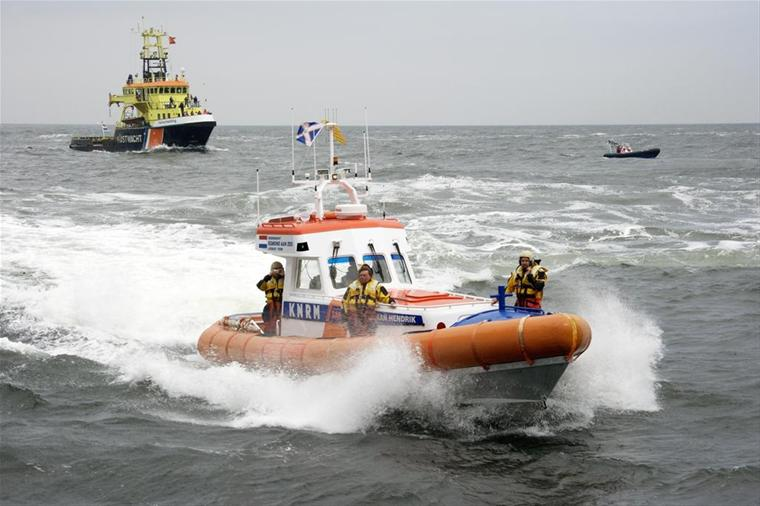
SAR KNRM mit Kustwacht

## Partner
Neben den sechs Ministerien (siehe Zusammenarbeit) arbeitet die Küstenwache eng mit den folgenden staatlichen bzw. sonstigen Partnern zusammen:
- der Niederländischen Rettungsgesellschaft KNRM;
- der Rettungsbrigade Niederlande;
- den regionalen Schiffsverkehrszentren entlang der niederländischen Küste;
- dem Hydrometrischen Zentrum Nordsee von Rijkswaterstaat ;
- der Seepolizeiteam;
- der SAR-Einheit Nordseehubschrauber Flandern (NHV)
- der Satellitenbodenstation in Burum;
- den kooperierenden Betreiber der niederländischen Öl- und Gasindustrie;
- dem funkmedizinischen Dienst der KNRM;
- dem Bergungs- und Abschleppunternehmen BST;
- den 16 ans Meer grenzenden Sicherheitsregionen;
- den Luftverkehrszentralen Schiphol (Zivilluftfahrt) und Nieuw-Milligen (Militärluftfahrt);
- den Rettungsleitungszentren (MRCC) der umliegenden Nordseeländern, aber auch weltweit.

## Internationale Zusammenarbeit
Traditionell und wegen der gemeinsamen Nutzung der Schelde-Mündung erfolgt eine enge Zusammenarbeit mit der Belgischen Küstenwache, die in Oostende ein Küstenwachtzentrum betreibt. Daneben ist die Niederländische Küstenwache Mitglied bei den internationalen Küstenschutz-Foren:
- European Coast Guard Functions Forum (ECGFF)
- North Atlantic Coast Guard Forum (NACGF)